# Marthasterias africana
Étoile de mer africaine
Espèce
Synonymes
- Asteracanthion africanus Müller & Troschel, 1842[1]
- Asterias africana Muller & Troschel, 1842[1]
- Marthasterias glacialis f. africana (Muller & Troschel, 1842) (préféré par NCBI)[2]

Marthasterias africana, communément appelé l'Étoile de mer africaine, est une espèce d'étoiles de mer de la famille des Asteriidae.

## Description
C'est une grosse étoile de mer, mesurant généralement entre 30 et 40 cm mais qui peut atteindre jusqu'à 80 cm de diamètre. Elle est très proche de sa congénère nordique Marthasterias glacialis. Les couleurs de sa robe sont extrêmement variables, en fonction de son habitat et de son âge. La coloration est souvent terne, dans des tons beiges ou rosés, parfois vert-de-gris, mais assez variable.
C'est donc moins à ses couleurs qu'à sa forme que l'on reconnaît cette étoile. Le disque central, légèrement bombé, est plutôt réduit ; sur la face dorsale il porte l'anus en position dorsale, et une plaque madréporitique.
Autour de ce disque rayonnent les cinq bras (exceptionnellement quatre ou six, voire sept), assez rigides, bien séparés, de section ronde et au bout arrondi (à la pointe de chacun se trouve une tache rose qui est un ocelle).
Ces bras sont hérissés de pointes calcaires très caractéristiques, épaisses, dures et coniques, plus ou moins émoussées, et disposées en trois lignes longitudinales. Chacune de ces pointes est entourée d'une épaisse touffe de pédicellaires. Entre ces amas, on peut voir les papules respiratoires, régulièrement protégés par d'autres pédicellaires, plus gros et en forme de pince.
Sur la face orale, des sillons ambulacraires parcourent longitudinalement les bras pour rejoindre la bouche, portant 4 rangées de podia et des piquants et pédicellaires espacés régulièrement.

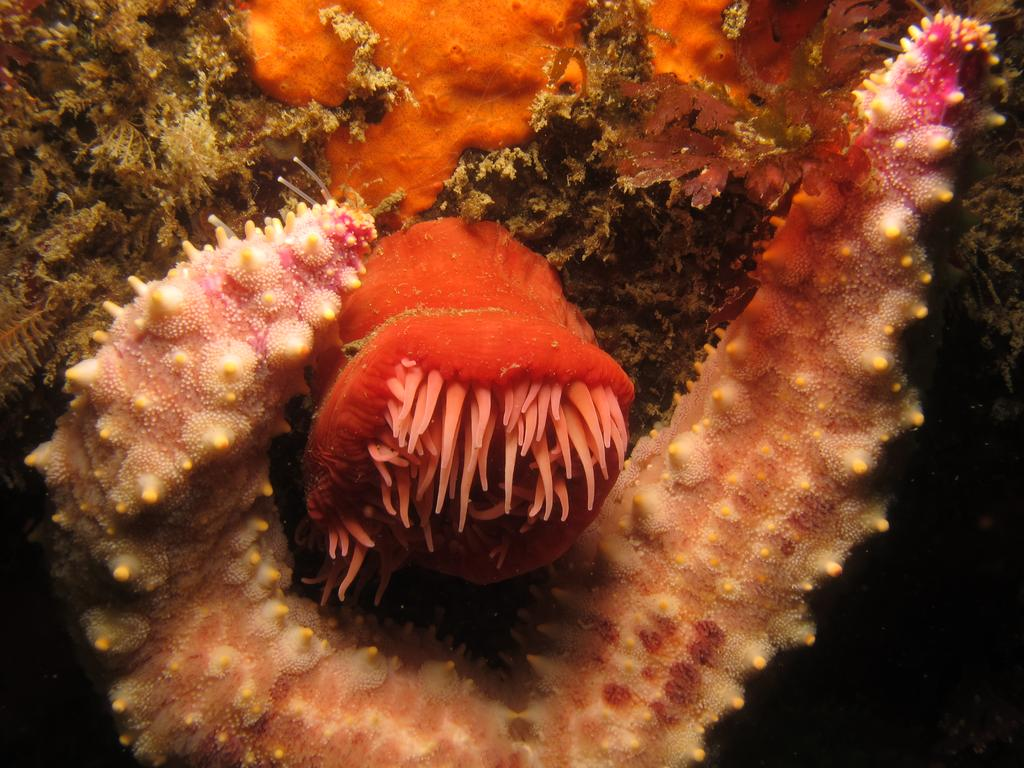
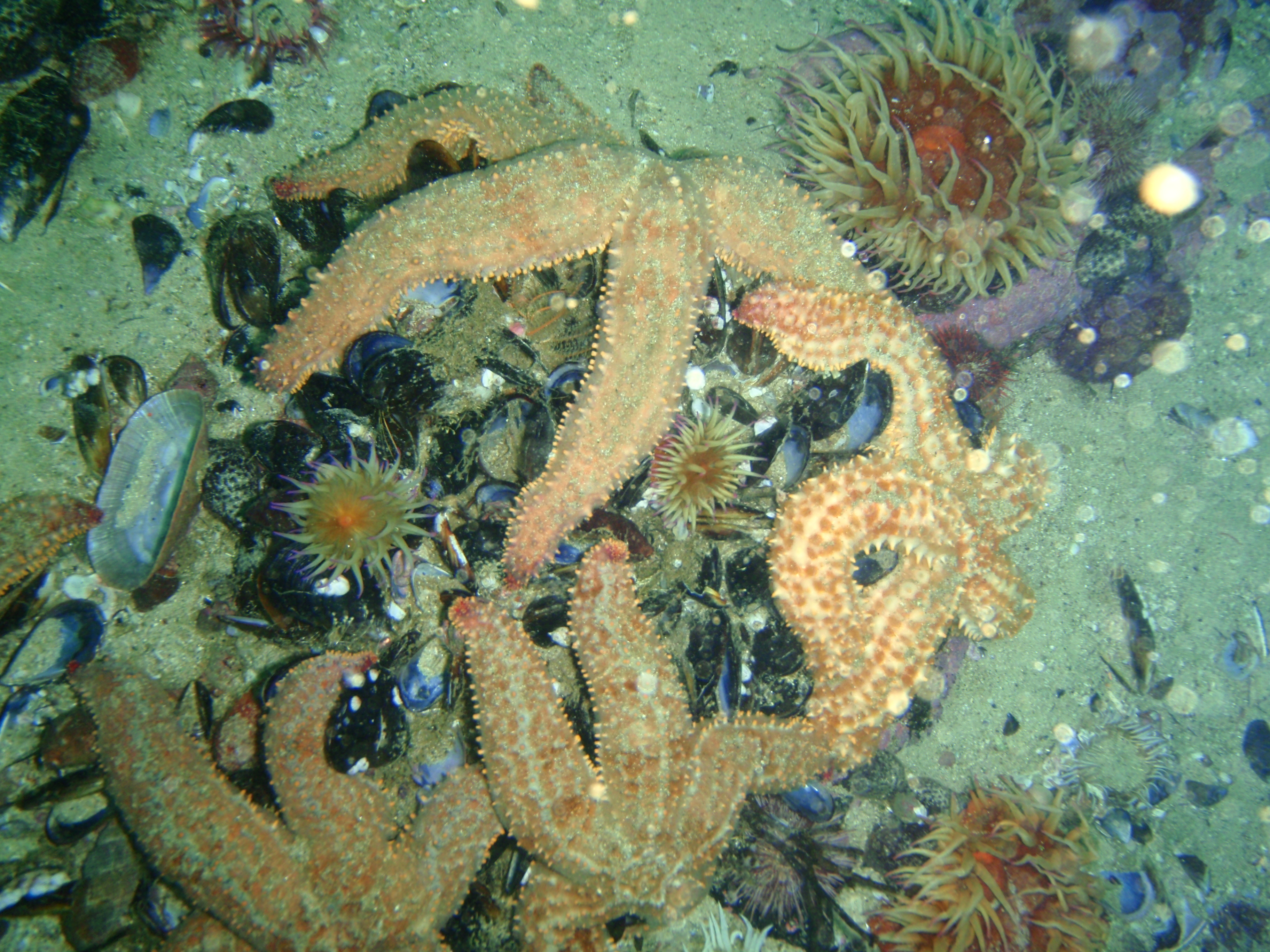
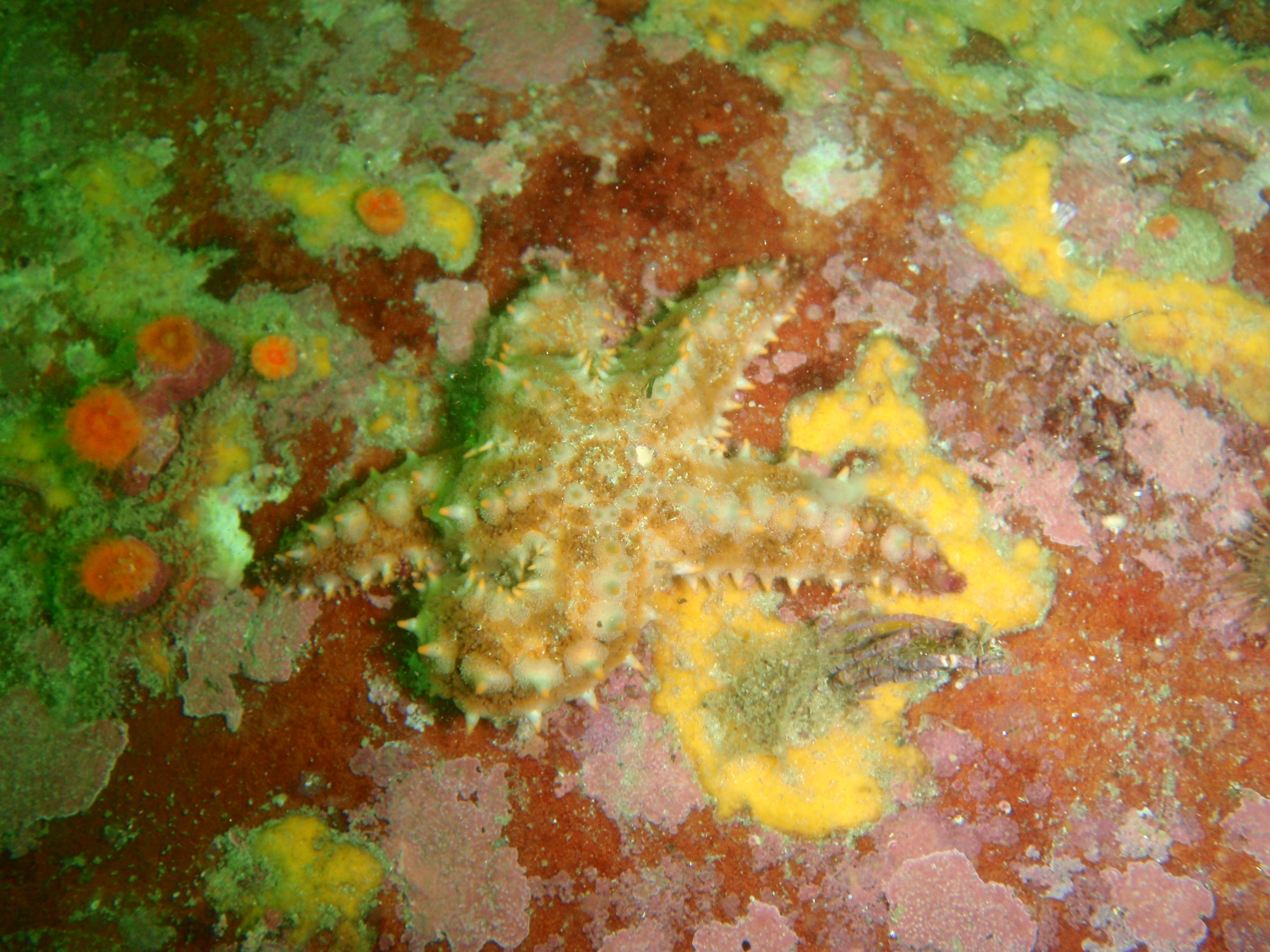
Juvénile

## Habitat et répartition
L'aire de répartition de cette étoile couvre l'océan Atlantique Sud, de l'Afrique du Sud au long de la côte ouest-africaine non tropicale, avant d'être progressivement remplacée par sa congénère nordique Marthasterias africana.

## Écologie et comportement
Cette étoile est un prédateur carnivore. Elle consomme principalement des mollusques (huîtres, moules, autres bivalves) mais aussi des oursins, des crustacés, d'autres invertébrés et des charognes. La digestion est externe : l'étoile dévagine son estomac sur sa proie préalablement immobilisée et enlacée. Ses puissants podia lui permettent d'ouvrir les coquilles des bivalves.
Les sexes sont séparés. La reproduction est gonochorique, et mâles et femelles relâchent leurs gamètes en même temps grâce à un signal phéromonal, en pleine eau, où œufs puis larves vont évoluer parmi le plancton pendant quelques semaines avant de se fixer.